# Арочный мост

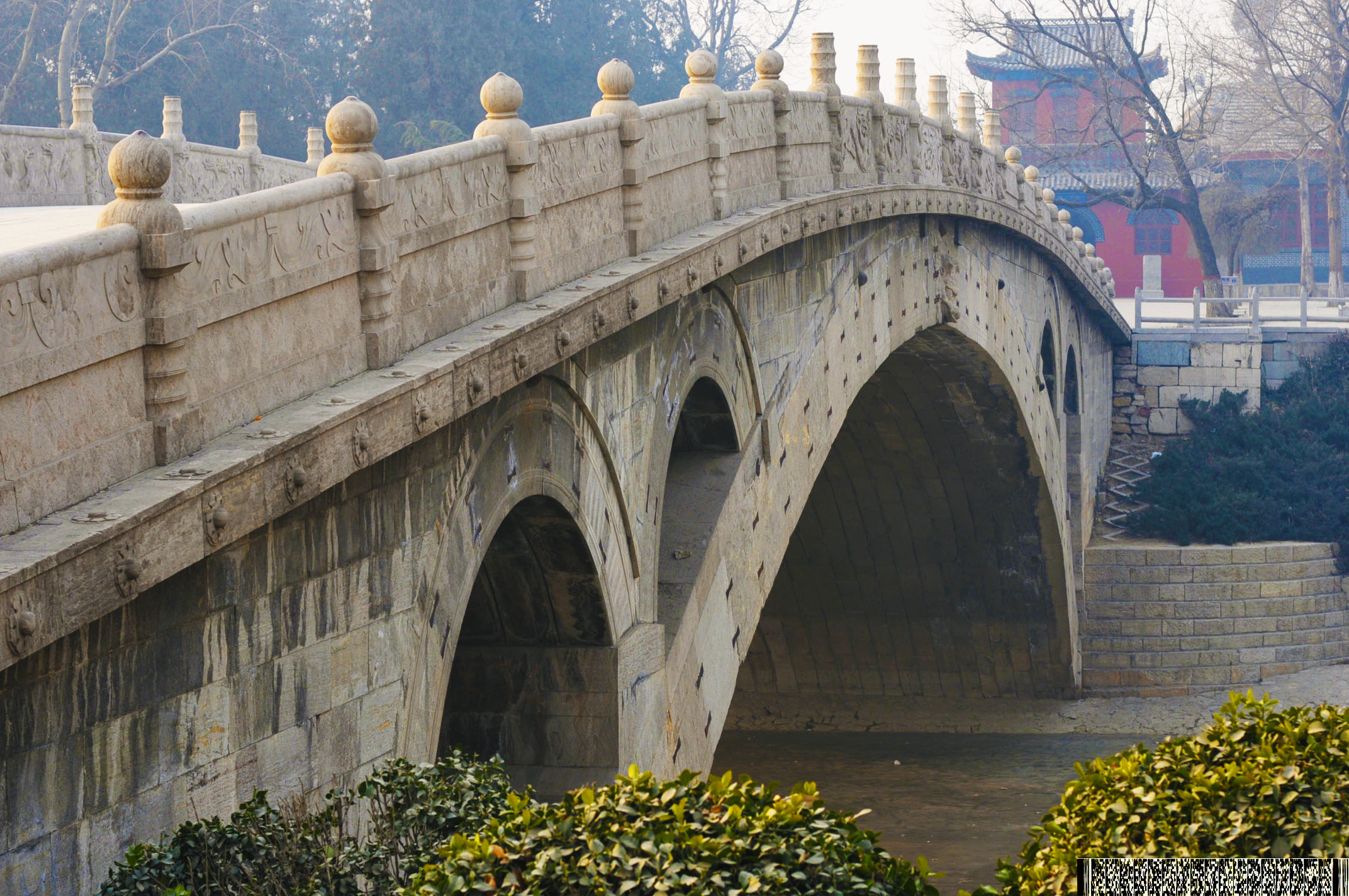
Старейший мост Китая (закончен в 605 г.)

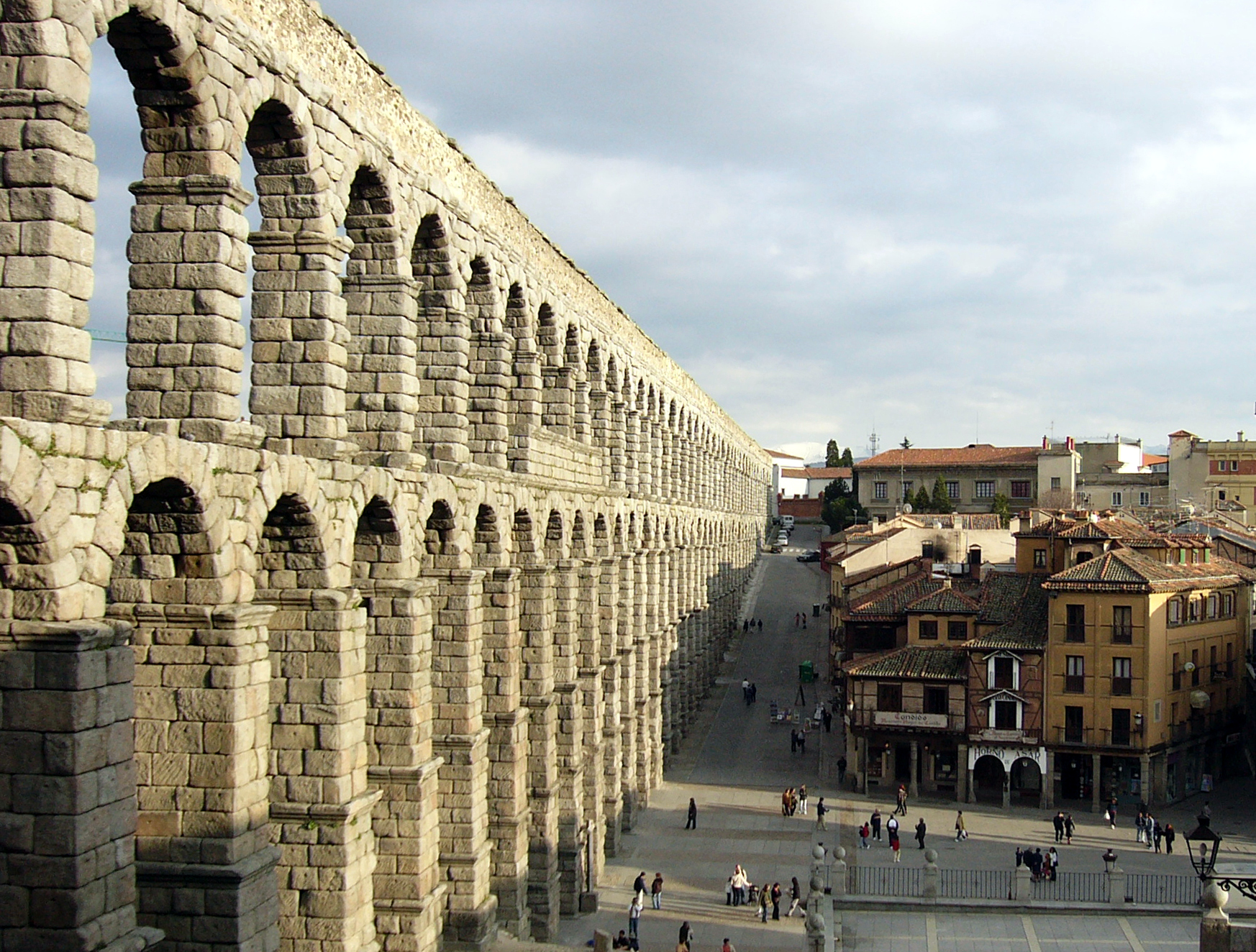
Акведук в Сеговии построен по приказу римского императора Домициана на исходе I в. н. э.

Арочный мост — тип моста, в котором основными несущими конструкциями являются арки или своды:
- Арка — криволинейный брус, у которого поперечный размер меньше высоты.
- Свод — криволинейный брус, у которого ширина сечения значительно больше высоты.

Арочные мосты могут быть с ездой поверху, понизу и посередине.

## История
Старейшие из сохранившихся мостов относятся к категории арочных. Это все древнеримские мосты, которых в 1994 году насчитывалось 931 штуки в 26 странах, и все мосты средневековой Европы.
На титул старейшего моста в мире претендует крохотный мост Аркадико, сложенный методом циклопической кладки 3200 лет назад; он сохранился со времён микенской цивилизации. От эпохи эллинизма уцелел 9-метровый мостик в окрестностях критского города Элефтерна.

## Конструкция
Опоры арочных мостов всегда массивные, поскольку должны быть рассчитаны и на восприятие распора. При больших пролётах арки всегда экономичнее балочных конструкций, но только в отношении пролётных строений. Из-за большого развития опор в поперечном сечении мост арочной системы дешевле балочного только при высоте опор до 2 метров.
Арочные мосты характерны для горных условий, поскольку позволяют перекрыть бо́льший пролёт, чем балки, а в условиях горного рельефа сооружение дополнительных опор затруднено. Также специфическая область применения арочных мостов обусловлена тем, что они требуют большого подмостового пространства, особенно с ездой поверху, что приводит к удорожанию и усложнению строительства насыпей подходов, которые могут достигать высоты 20 м; возрастает вероятность оползней на таких насыпях в начальный период их эксплуатации.

## Виды

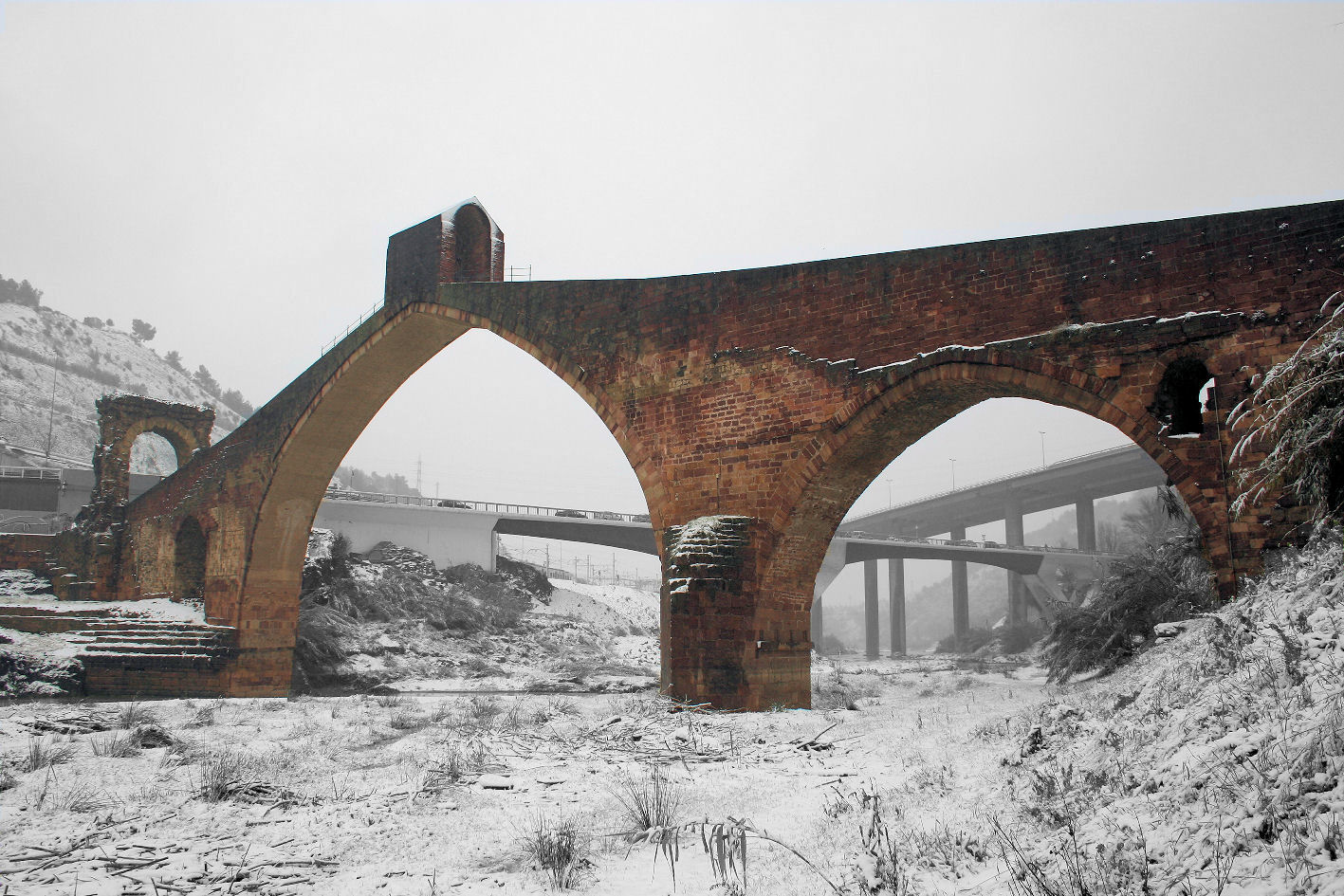
Один из средневековых чёртовых мостов (XIII век)

Различают мосты с полукруглой аркой (с углом арок 180° или соотношением пролёта к высоте арки 2:1) и сегментные мосты (с углом арок меньше 180° или соотношением пролёта к высоте арки 3:1 и более).
Арочные мосты, которые существенно выгнуты вверх, принято называть горбатыми. Многие из таких мостов, возведённые в Средние века в труднодоступных горных ущельях, именуют также чёртовыми, или дьявольскими. Считалось, что возведение столь сложных для своего времени инженерных сооружений не обошлось без участия нечистой силы.
Для садов Китая и Японии характерны однопролётные пешеходные мостики, сильно изогнутые в форме полумесяца. Из-за формы арки их называют лунными.
По взаимному расположению арки (арок) и проезжей части различают мосты с ездой поверху — когда проезжая часть расположена над арками, с ездой понизу — когда проезжая часть расположена под арками, и с ездой посередине (для данного типа также встречается название «с пониженной ездой») — когда проезжая часть расположена между арками.
Арочные мосты с ездой понизу часто делают с затяжкой, воспринимающей распор арки. Это позволяет вместо массивных устойных опор, воспринимающих и передающих на грунт, кроме вертикальных нагрузок, ещё и распорные усилия арки, использовать более лёгкие опоры, на которые действуют только вертикальные нагрузки. Арочные мосты с затяжкой могут устанавливаться на слабых грунтах.

## Современность
В наше время арочные мосты широко применяются, и выполняются в основном из железобетона и стали.